# Glyphicnemis vulgaris
Glyphicnemis vulgaris är en stekelart som beskrevs av Luhman 1986. Glyphicnemis vulgaris ingår i släktet Glyphicnemis och familjen brokparasitsteklar. Inga underarter finns listade i Catalogue of Life.